# 拉古納卡拉龐
22°32′45″S 55°09′00″W / 22.54583°S 55.15000°W
拉古納卡拉龐（葡萄牙語：Laguna Carapã），是巴西的城鎮，位於該國西部，由南馬托格羅索州負責管轄，始建於1922年4月22日，面積1,734平方公里，海拔高度509米，2014年人口6,935，人口密度每平方公里3.79人。